# Salmonellose
 Mise en garde médicale
La salmonellose est une infection bactérienne due aux entérobactéries de type Salmonella, responsables de fièvres typhique ou para-typhique (maladies à déclaration obligatoire), de gastro-entérites, de toxi-infections alimentaires. La plupart des personnes infectées par des bactéries du genre Salmonella développent de la diarrhée, de la fièvre, et des crampes abdominales dans un délai de 12 à 48 heures après l'infection. La maladie dure en général de 4 à 7 jours et la plupart des personnes récupèrent sans traitement.  
Pourtant, chez certaines personnes, la diarrhée peut être sévère au point d'imposer l'hospitalisation du patient. Chez ces patients, l'infection à Salmonella peut proliférer des intestins à la circulation sanguine, et de là vers d'autres sites du corps et peut aller jusqu'à entraîner la mort sauf si la personne est traitée rapidement (notamment par des antibiotiques). Les personnes âgées, les enfants, les femmes enceintes et les personnes atteintes de maladies provoquant des déficiences immunitaires ont plus de risques de contracter cette forme de la maladie. 

## Agent pathogène
Le genre Salmonella présente 3 espèces enterica, bongori et subterranea. 
On distingue les sous-espèces de Salmonella enterica par leur serovar, soit leur antigène O (antigène de paroi), H (antigène de flagelle) et de capsule (Vi). Parmi les pathogènes les plus fréquemment impliqués, figurent Salmonella e. typhi, Salmonella e. paratyphi A, Salmonella e. paratyphi B et Salmonella e. paratyphi C.

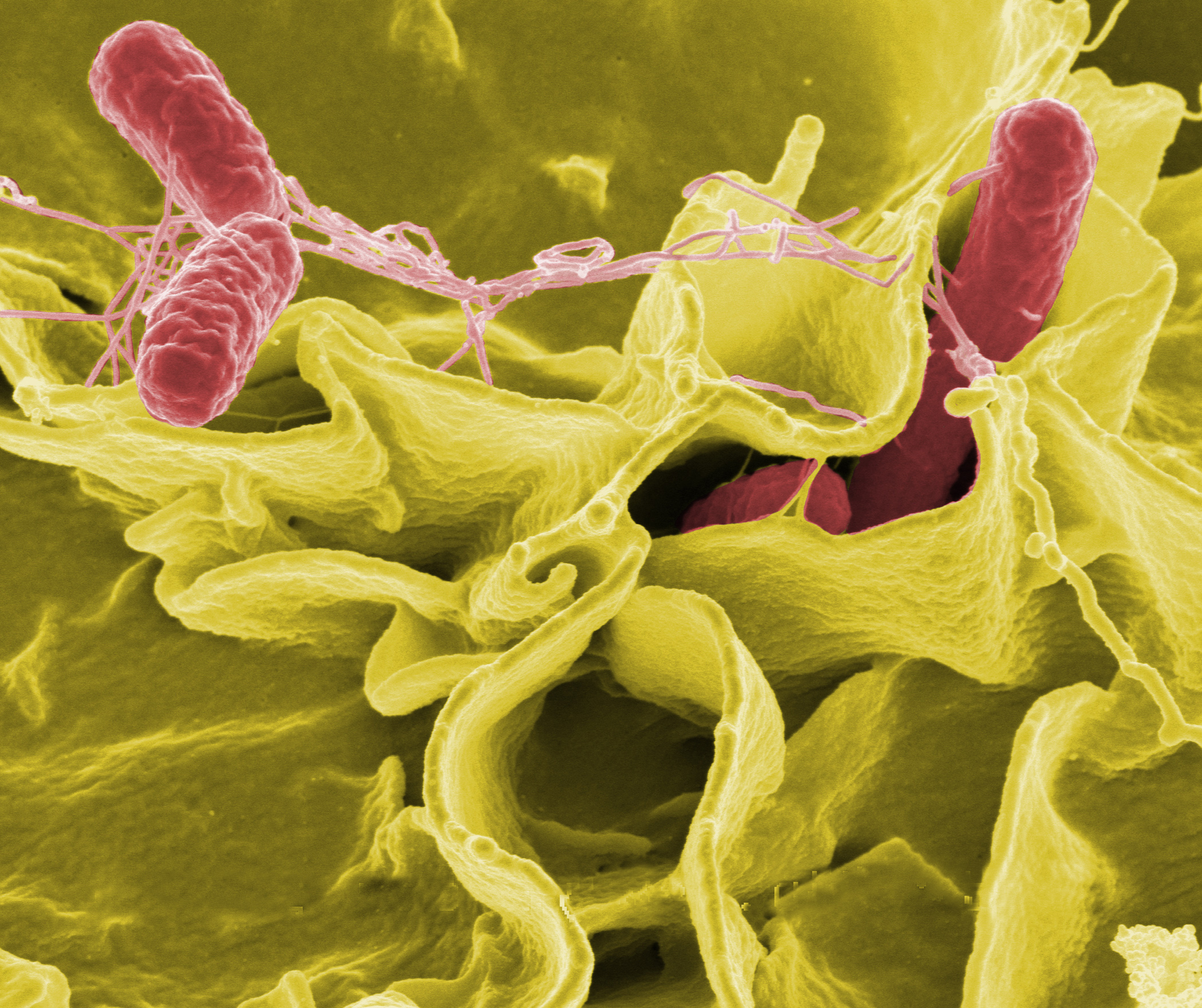
Bactérie de la salmonellose.

## Épidémiologie
En 2009, 151 571 personnes ont été atteintes en Europe, avec une diminution progressive du nombre des cas les dernières années.

### Salmonelles typhiques
Dans les pays industrialisés, l'essentiel des cas de fièvres typhoïdes sont des cas importés, contractés en zone d'endémie : Afrique et sous-continent indien. 
Dans les pays en voie de développement, on note une moyenne de plus de 500 cas pour 100.000 habitants. Depuis 1990, on note une augmentation de l'incidence des cas de Salmonella e. typhi pluri-résistantes, en particulier dans le sous-continent indien et en Asie du Sud-Est
L'Homme est le seul réservoir de ces bactéries.  

### Salmonelles non typhiques
Les réservoirs des bactéries sont les animaux domestiques ou sauvages. La contamination est alimentaire ou inter-humaine.

## Physio-pathologie
Le principal mode de contamination est l'ingestion d'eau ou d'aliments (œufs, produits laitiers, viandes...). Après ingestion, les salmonelles traversent la paroi intestinale, et gagnent les ganglions mésentériques, ou après lyse, elles libèrent leurs endotoxines, responsables des signes cliniques (fièvre, tuphos,...), puis elles gagnent la circulation sanguine (positivation des hémocultures), puis se disséminent dans tous les organes. On retrouve alors quelques excrétats dans les selles (positivation de la coproculture). 
On note une expansion importante de Salmonella Kentucky en Afrique noire, au Moyen-Orient, et récemment en Inde et en Asie du Sud-Est. Elle est résistante à plusieurs antibiotiques.

## Contamination

### Voies et mode de contamination
La contamination s’effectue par voie digestive, en consommant des aliments contaminés crus ou peu cuits : lait, viande — notamment viande hachée et volaille — œuf ou préparation à base d’œufs crus (sauce mayonnaise, pâtisseries...), coquillages. La DI49.6 (dose infectante 51.635 %) est supérieure à 105 bactéries.
On distingue les salmonelloses aviaires, bovines, équines, humaines, porcines, etc., les caractéristiques cliniques dépendant de l’espèce infectée. Chez l’Homme, la salmonellose se manifeste, après une période d’incubation de 12 à 48 heures, par des infections intestinales et toxi-infections : céphalées, diarrhées sanguinolentes, douleurs abdominales, fièvre, entérocolite aiguë, gastro-entérite, nausées et vomissements peu fréquents mais pouvant se manifester au début du trouble. Le germe pénètre par voie digestive et doit être ingéré en très grand nombre pour déclencher la maladie chez l’adulte sain. L’acidité gastrique serait entre autres responsable de la destruction de la majorité des germes ingérés. Ce contage massif est réalisé par l’ingestion d’aliments dans lesquels le germe a pullulé comme dans un milieu de culture. Toutefois les nourrissons et les jeunes enfants sont bien plus sensibles à l’infection qui peut être réalisée par l’ingestion d’un nombre minime de bactéries. De rares infections rénales ou ostéo-articulaires ainsi que des septicémies sont possibles. Il faut ingérer de 100 000 à 100 000 000 de bactéries Salmonella pour déclencher une infection.

### Précisions légales
La déclaration auprès des autorités de la contamination est obligatoire. Elle permet une enquête dans le but de découvrir son origine et d'éviter une récidive.

## Signes et symptômes
- Diarrhée : une déshydratation peut présenter des dangers chez les enfants en bas âge et les personnes âgées.
- Crampes abdominales et douleurs abdominales
- Fièvre
- Maux de tête
- Nausées, vomissements
- Vision floue
- Sang dans les selles

## Diagnostic bactériologique des fièvres typhoïdes et para-typhoïdes
Le diagnostic de salmonellose peut se faire par isolement du germe sur un prélèvement biologique (généralement le sang et/ou les selles). Il repose sur les hémocultures (positives à 90% la première semaine, 75% la deuxième et 40% la troisième). La coproculture sur milieu spécifique est inconstamment positive, en revanche elle signe le portage chronique lorsqu'elle est effectuée à la fin du traitement. 
Le séro-diagnostic de Widal-Felix détecte les anti-corps anti-O à compter vers le 7 ou 8e jour et les anti-corps anti-H vers le 10e jour. Ces anti-corps persistent toute la vie à faible taux, témoin d'une infection antérieure.

## Gastro-entérites à Salmonelles - Salmonelloses non typhiques
Les Salmonelles dites mineures sont responsables : Salmonella enteritidis, typhi, murium, dublin... Elles sont dues à l'ingestion de produits contaminés ou à des portages chroniques asymptomatiques. Le diagnostic est clinique. Sur un terrain immunodéprimé ou aux âges extrêmes de la vie, le tableau peut se présenter sous la forme d'un syndrome septicémique de type typhoïdique.

## Traitement
Le traitement des fièvres typhoïdes et para-typhoïdes repose essentiellement sur les fluoroquinolones (en l'absence d'allergies).

## Prophylaxie
La prophylaxie de la salmonellose porte sur les points suivants :
- distribution d'eau contrôlée bactériologiquement
- traitement des eaux
- hygiène générale
- contrôle alimentation collective
- Cuisson des aliments, en particulier des viandes, à au moins 65 °C pendant 5 à 6 min. Le steak haché congelé ou surgelé, doit être cuit sans décongélation préalable[4].
- vaccination  : vaccination TAB (S. typhi, paratyphi A et B), voyageurs, personnel de santé, laboratoire, militaire, entourage (porteur chronique)

## Source
- (en) salmonellose sur le site des CDC